# Kappa Ursae Majoris
Kappa Ursae Majoris (Alkaphrah, κ UMa) – gwiazda podwójna w konstelacji Wielkiej Niedźwiedzicy, znajdująca się w odległości około 357 lat świetlnych od Słońca.

## Nazwa
Gwiazda ta ma nazwę własną Alkaphrah. Arabowie określali tę gwiazdę oraz pobliską Jota Ursae Majoris wyrażeniem arab. ‏القفزة الثالث‎ Al Ḳafzah al thālithaḥ, co oznacza „trzeci skok gazeli”. Z tego wyrażenia powstała nazwa Talitha, którą nosi druga z gwiazd, zaś nazwa Al Kaphrah była błędnie przypisana do gwiazdy Chi Ursae Majoris. Międzynarodowa Unia Astronomiczna w 2017 roku formalnie zatwierdziła użycie nazwy Alkaphrah dla określenia Kappa Ursae Majoris.

## Charakterystyka
Oba składniki układu są gwiazdami ciągu głównego reprezentującymi typ widmowy A. Ich obserwowana wielkość gwiazdowa to 4,16m (składnik A) i 4,54m(składnik B), zaś cały układ ma jasność 3,60m. Gwiazdy okrążają wspólny środek masy układu w ciągu 35,6 roku. Na niebie dzieli je odległość 0,3 sekundy kątowej (pomiar z 2014 r.), a w przestrzeni od 11 do 37 au (średnio 24 au). Parametry orbitalne wskazują, że układ ma łączną masę 11 M☉, ale temperatura (9600 K) i jasność (razem 540 L☉) sugerują niższą masę, około 7 mas Słońca. Gwiazdy powstały około 250 milionów lat temu i kończą okres syntezy wodoru w hel, stając się podolbrzymami. Ponadto jedna z gwiazd (lub obie) charakteryzuje się liniami emisyjnymi wodoru, co wskazuje na obecność orbitującego dysku materii.